# شهرستان چینشوی
شهرستان چینشوی (به لاتین: Qinshui County) یک شهرستان‌های جمهوری خلق چین در چین است که در جینچن واقع شده‌است.